# 8045 Kamiyama
8045 Kamiyama este un asteroid din centura principală de asteroizi.

## Descriere
8045 Kamiyama este un asteroid din centura principală de asteroizi. A fost descoperit pe 6 ianuarie 1995 la Ōizumi de Takao Kobayashi. El prezintă o orbită caracterizată de o semiaxă mare de 2,60 ua, o excentricitate de 0,14 și o înclinație de 12,0° în raport cu ecliptica.